# 3748 Tatum
3748 Tatum è un asteroide della fascia principale. Scoperto nel 1981, presenta un'orbita caratterizzata da un semiasse maggiore pari a 2,5325508 UA e da un'eccentricità di 0,1540086, inclinata di 5,98297° rispetto all'eclittica.
È intitolato a Jeremy B. Tatum, astronomo canadese.